# Semiarundinaria
Semiarundinaria o Brachystachyum és un gènere de bambús de la família de les poáceas, ordre poals, subclasse Liliidae, classe liliòpsid, divisió magnoliofití.

## Taxonomia
- Semiarundinaria densiflora (Rendle) T.H.Wen
- Semiarundinaria fastuosa (Mitford) Makino
- Semiarundinaria kagamiana Makino
- Semiarundinaria makinoi Hisauchi & Muroi
- Semiarundinaria okuboï
- Semiarundinaria pantlingii (Gamble) Nakai: Es fa a alçades de 2.300 m a l'Himàlaia (Nepal, Bhutan)
- Semiarundinaria sinica T.H.Wen
- Semiarundinaria yashadake (Makino ex Shiros.) Makino